# Feba (mjesec)
Feba ili Feb (također Saturn IX; Phoebe), prirodni satelit planeta Saturna, na udaljenosti od 12 952 000 km. od matične planete. Febine dimenzije su 230 × 220 × 210 km, a masa 4,0 × 1018 kg.

## Osnovni podatci
Za razliku od svih ostalih većih Saturnovih satelita (osim Japeta) koji imaju orbite približno u ravnini Saturnova ekvatora, Febina je nagnuta 175°. Drugim riječima, Febe se giba retrogradno, suprotno smjeru Saturnove rotacije.
Osim toga, orbita joj je vrlo eliptična, pa se sumnja da je Feba zapravo zarobljeni asteroid iz Kuiperovog pojasa. Ona je i jedini veći Saturnov satelit (osim Hiperiona) koji nema sinkronu rotaciju.
Febu je otkrio William Henry Pickering 1899. godine na temelju fotografskih ploča koje je u kolovozu 1898. snimio DeLisle Stewart (prvo otkriće satelita pomoću fotografije).  Najbolje snimke Febe do sada načinila je letjelica Cassini-Huygens 11. lipnja 2004., s udaljenosti oko 2000 km.

## Orbita
Febina orbita je retrogradna; to jest, kruži oko Saturna nasuprot Saturnovoj rotaciji. Više od 100 godina Feba je bila najudaljeniji Saturnov mjesec, sve do otkrića nekoliko manjih mjeseci 2000. Feba je gotovo 4 puta više udaljena od Saturna od najbližeg velikog mjeseca Japeta i znatno je veća od bilo kojeg drugog satelita koji kruže oko planeta na usporedivim udaljenostima.
Sva Saturnova redovita mjeseca, osim Japeta, kruže gotovo u ravnini Saturnovog ekvatora. Vanjski nepravilni sateliti slijede umjereno do izrazito ekscentrične orbite i od njih se ne očekuje da se okreću sinkrono kao što to čine svi unutarnji mjesečevi Saturni (osim Hiperiona ). 

### Febin prsten
Febin prsten jedan je od Saturnovih prstenova. Ovaj prsten je nagnut za 27 stupnjeva od Saturnove ravnine (i ostali prstenovi). Proteže se od najmanje 128 do 207 puta više od radijusa Saturna; Feba kruži oko planete na prosječnoj udaljenosti od 215 Saturnovih radijusa. Prsten je oko 40 puta deblji od promjera planete. Budući da se pretpostavlja da su čestice prstena nastale iz mikrometeorita koji bi udarili na Febu, one bi trebale dijeliti njegovu retrogradnu orbitu,  što je suprotno orbitalnom gibanju sljedećeg unutarnjeg mjeseca, Japeta. Materijal prstena koji se kreće iznutra tako bi pogodio prednju hemisferu Japeta, stvarajući njegove dvije polutke različitih boja. Iako vrlo velik, prsten je praktički nevidljiv i otkriven je pomoću svemirskog teleskopa Spitzer.

## Sastav i reljef
Feba je, za razliku od većine Saturnovih satelita, vrlo tamna. Albedo Febine površine iznosi samo 0.05 (poput ugljena).
Astronomi vjeruju da je Feba zarobljeni asteroid, te da pripada asteroidima tipa C. Ovi su asteroidi vrlo stari i nisu se mijenjali skoro od vremena nastanka Sunčevog sustava. Građeni su od tvari koje su se kondenzirale iz Sunčeve maglice od koje je nastao Sunčev sustav.
Smatra se da je materijal izbačen s Febine površine udarom mikrometeorita odgovoran za stvaranje sloja tamnog materijala na površini Hiperiona te na Japetovoj "prednjoj" strani.

## Unutarnje poveznice
- Saturnovi prirodni sateliti
- Feba (mitologija)